# 大村公二
大村 公二（おおむら こうじ、1981年6月1日 - ）は、アメリカ在住の特殊メイク・アーティスト兼彫刻家。岩手県盛岡市出身。映画等クレジットでの英語表記はKoji Ohmura。2022年ディズニープラスの「ザ クエスト エヴァレルムの勇者たち」によりエミー賞受賞。
日本人特殊メイクアップアーティストとしては歴代2人目のエミー賞受賞。

## 経歴
ファンタジー映画に影響を受け、高校時代から特殊メイクの道に進むことを夢見る。
岩手県立盛岡第四高等学校卒業後、留学資金を貯め2004年よりカリフォルニアの大学で彫刻を学ぶ。
在学中のインターン活動で知り合ったアーティストの紹介によって2006年より特殊メイク工房WM Creationsに所属。その後スーパーバイザー兼彫刻家として活動。
2017年、WM Creationsの閉鎖とともにKOFX LLCを設立。代表としてデザイン、製作、メイクを担当する。

## 受賞
- 2011年College of the Desert名誉賞を受賞。
- 2013年「恋するリベラーチェ」エミー賞の表彰状を授与。
- 2018年ケイティ・ペリー「Swish Swish」メイクアップヘアースタイリスト組合賞ノミネート。
- 2019年ジャスティン・ティンバーレイク「Supplies」メイクアップヘアースタイリスト組合賞ノミネート。
- 2021年ザ・ウィークエンド「In Your Eyes」メイクアップヘアースタイリスト組合賞ノミネート。
- 2021年 短編映画「Feed Your Muse」にてFilm Quest Awards 2021 Best Makeup ノミネート。
- 2022年ディズニープラスの「ザ クエスト エヴァレルムの勇者たち」によりエミー賞受賞。
- 2025年「ウェイバリー通りのウィザードたち 魔法は止まらない!」によりメイクアップヘアースタイリスト組合賞ノミネート。

## 主な作品
- インセプション
- AVP2 エイリアンズVS.プレデター
- バイオハザード: ザ・ファイナル
- SUPER8/スーパーエイト
- CSI:科学捜査班
- インディ・ジョーンズ/クリスタル・スカルの王国
- 恋するリベラーチェ
- 大統領の執事の涙
- ディズニープラスザ クエスト エヴァレルムの勇者たち
- マリグナント 狂暴な悪夢

## 出演
- ニュースプラス1いわて（2008年6月13日、テレビ岩手）

- news every.（2015年3月4日、日本テレビ）

- 有吉の世界同時中継（2022年1月13日、テレビ東京）

- おばんですいわて（2023年1月13日、NHK）